# Hitbér
A hitbér (jegybér, móring, móringbér) az a díj, amelyet a férj a házasság megkötése és teljesítése esetére ígér a feleség részére, illetve a leány a maga részére kikötött.

## Leírása

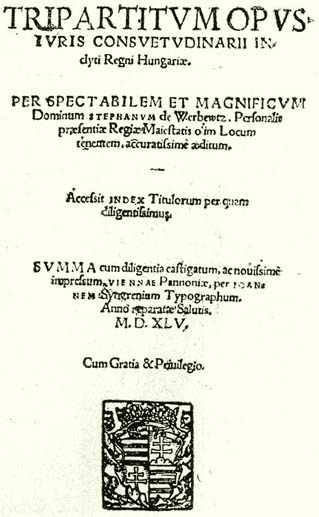
Werbőczy István törvénykönyvének a Tripartitum-nak címlapja

A hitbér egy a házasság megkötése előtt kötött vagyonigény, mely során a férj vagyonát a feleség javára zálogjogi hitbér terhelte. E kifejezésre egykor a magyar nyelvterületen inkább hitbér a németes kifejezése a móring volt ismert.
A hitbér intézményét az a törekvés hozta létre, hogy a házasságban gyengébb fél, a nő vagyonjogi helyzetét erősítse; vagyis a férj vagyonának egy részét házasságkötéskor felesége javára kösse le.
Magyarországon a hitbér egy ősi szokást: a nővásárlás szokását folytatta. Werbőczy István törvénykönyve szerint „a hitbér a törvényesen egybekelt nőknek a vételára”, vagyis csak a törvényes feleség emelhetett rá igényt.

## A hitbér fajtái
A törvényes szokásjogon alapuló hitbéren (dos legalis) kívül létezett a szerződéses hitbér is, melyről a férj a feleséggel a házasság megkötése előtt szerződött. Míg a törvényes hitbér nem évült el, addig a szerződéses elévülhetett. A törvényes hitbér során zálogjogilag terhelte minden hitelezői igény előtt a férj vagyonát, a szerződéses hitbérnél nem.
Mindkettőről végrendelkezhetett a nő; ha e nélkül halt meg, hitbérét gyermekei örökölték. Ha nem voltak gyermekei, a törvényes hitbér a nő oldalági örököseire szállt, míg a szerződéses visszaszállt a férjre.
A hitbér a nemesi jogból a polgári és a paraszti jogba is átment. Az özvegy férjet is megillette szerződés alapján a contrados, melyet kivételesen akkor kötöttek ki, ha a feleség gazdag, a férj szegény volt.
Az asszony halálával a hitbért az követelhette, aki a vérrokonság ágán hozzá a legközelebb állt. Kifizetése részben készpénzzel, részben a könnyen mozgatható, mindennapi vásárban eladható dolgokkal történt. Nem fogadtak el hitbérként foltozott ruhát, sánta lovat vagy ökröt, fegyvert.
A hitbért a házasság megkötése előtt általában írásban, sokszor házassági szerződés formájában kötötték ki. A megállapodást a menyasszony és a vőlegény, valamint 2–4 tanú írta alá és azt a jegyzőnél, vagy például a református községekben az anyakönyvi iratokat kezelő lelkésznél helyezték letétbe. A megállapodás körülményei és feltételei általában a helyi szokások szerint változtak.
A hitbért a feleség nem veszthette el akkor sem, ha férjét hűtlenségben elmarasztalták, és halállal büntették.

## A hitbér elvesztésének okai
- ha házasságtörést követett el az egyházi bíróság megállapítása szerint (azonban ha a férj megbocsátott neki, visszaszerezte a jogcímet),
- ha tudatosan vérfertőző házasságot kötött,
- ha bírói figyelmeztetés ellenére sem adta ki az örökösöknek a családi okleveleket,
- ha tudatosan károsította az örökösöket,
- ha újból férjhez menve, nem akarta a hitbért elfogadni és férje birtokait átadni,
- ha a férj javára önként lemondott róla.

Az esetek többségében csak a második házasságkor kötöttek ki hitbért, míg máskor a kölcsönösség uralkodott, tehát a vőlegény javára is szólhatott (viszonthitbér). Esedékességének feltétele rendszerint az volt, hogy a házasság gyermektelen legyen és a férj vagy a feleség halálával érjen véget. Összege a szokástól és a vagyoni viszonyoktól függött; a férj javára szóló hitbér általában fele volt annak, amit ő ajánlott fel. Nem változtatott a szokás lényegén az sem, ha nem a vőlegény, hanem szülei, esetleg rokonai vállalták a kötelezettség teljesítését. Sok helyen nemcsak pénzben állapították meg, hanem ingóságban vagy esetleg ingatlanban is.
A hitbért sokszor tévesen azonosítják a hozománnyal vagy a nászajándék fogalmával.

## Előfordulása
Leggyakrabban a dunántúli területen, a Felvidéken fordult elő, ritkábban Erdélyben és az alföldi lakosság körében; a 19. század végével a szokásra vonatkozó adatok gyérültek, de néha ma is előfordul.